# Joseph Persat
Joseph Persat (né en 1910 et mort en 1995) est un religieux français, fondateur du « Mas de Carles », un centre d'accueil pour les plus démunis.

## Biographie
En 1964, le père Joseph Persat, alors prêtre de la paroisse catholique de Villeneuve-lès-Avignon, reçoit en donation un mas, situé sur une ancienne carrière, dans lequel il venait faire jouer au football des jeunes habitant dans les Habitations à loyers modérés. Peu à peu, il va y accueillir des personnes sans domicile qui vont, avec lui, reconstruire le mas. 
En 1966, alors qu'il est curé de Champfleury, au sud d’Avignon, il sélectionne, avec les abbés Henri Laurent et Marcel Roy, Guillaume Gillet, pour établir les plans de la future Église Saint-Joseph travailleur d'Avignon.
En 1987, une association loi 1901 est créée, au « Mas de Carles », pour aider à la gestion et amplifier son action dans le domaine de l’accueil des plus démunis. En 1995, Joseph Persat meurt et est enterré au Mas.